# 향기로
향기로(Hyanggi-ro)는 경기도 고양시 덕양구 향동동 596에 위치한 교차로와 고양시립라임어린이집 앞을 잇는 도로이다.

## 연혁
- 2018년 5월 25일: 도로명으로 향기로를 고시

## 주요 경유지
경기도
- 고양시 덕양구 (향동동)

## 주요 건물 및 시설
- 향동숲내초등학교 (경기도 고양시 덕양구 향기로 53)